# Раджа Рао
Раджа Рао (англ. Raja Rao; 8 ноября 1908, Хасан, Майсур, Британская Индия — 8 июля 2006, Остин (Техас), США) — индийский писатель

, дипломат. Один из создателей современной англоязычной литературы Индии.

## Биография
По происхождению — каннада. Родился в семье брахмана. Образование получил в Индии в мусульманской школе Мадарса-э-Алия в Хайдарабаде и в Мадрасском университете (1928). В 1929 году получил стипендию для обучения за рубежом. Учился во Франции. Окончил Университет Монпелье и Сорбонну (1929—1939).
Участник Августовского движения «Вон из Индии!» за независимость Индии от британцев. В 1943—1944 годах был одним из редакторов Бомбейского журнала «Завтра» . Один из лидеров формирования организации Шри Видья Самити, целью которой было возрождению ценностей древнеиндийской цивилизации. Участвовал в националистическом движении.
В 1950-е годы — представитель Индии в ООН.
С 1966 года жил в США. Работал профессором философии в Техасском университете в Остине (1966—1986).
Умер от сердечной недостаточности.

## Творчество
Известность писателю принёс роман «Кантхапура» («Kanthapura», созд. в 1930; изд. в 1938), в котором в стиле традиционного сказа описано воздействие гандизма на жизнь южноиндийской деревни.
В романе «Змея и верёвка» («The serpent and the rope», 1960), во многом автобиографическом, история брака индийца и француженки рассказана как притча о несовместимости индийской и европейской культур.
В романе «Товарищ Кириллов» (1965, на франц. яз.; 1976, на англ. яз.) описаны душевные метания индийского интеллигента 1930—1940-х годов между марксизмом и сталинизмом, с одной стороны, и культурным наследием Индии — с другой.
Автор биографии Махатмы Ганди «Великий индийский путь: жизнь Махатмы Ганди», который был выпущен в 1998 году.

## Избранные произведения
Романы
- Кантхапура (1938)
- Змея и верёвка (1960)
- Кот и Шекспир: Повесть об Индии (1965)
- Товарищ Кириллов (1976)
- Шахматист и его движения (The Chessmaster and His Moves, 1988)

Повести и сборники рассказов
- Корова баррикад (The Cow of the Barricades, 1947)
- Полицейский и роза (1978)
- On the Ganga Ghat (1989)

Прочее
- Changing India: Антология (1939)
- Завтра (Tomorrow, 1943-44)
- Whither India? (1948)
- Тhe Meaning of India (эссе, 1996)
- Великий индийский путь: жизнь Махатмы Ганди (биография, 1998)

## Награды
- Sahitya Akademi Award (премия Литературной академии Индии, 1964)
- Падма бхушан
- Нейштадтская литературная премия (1988)
- Падма вибхушан (2007)

## Память
- В 2000 году в честь писателя учреждена литературная премия «Раджа Рао» .